# Piața Unirii

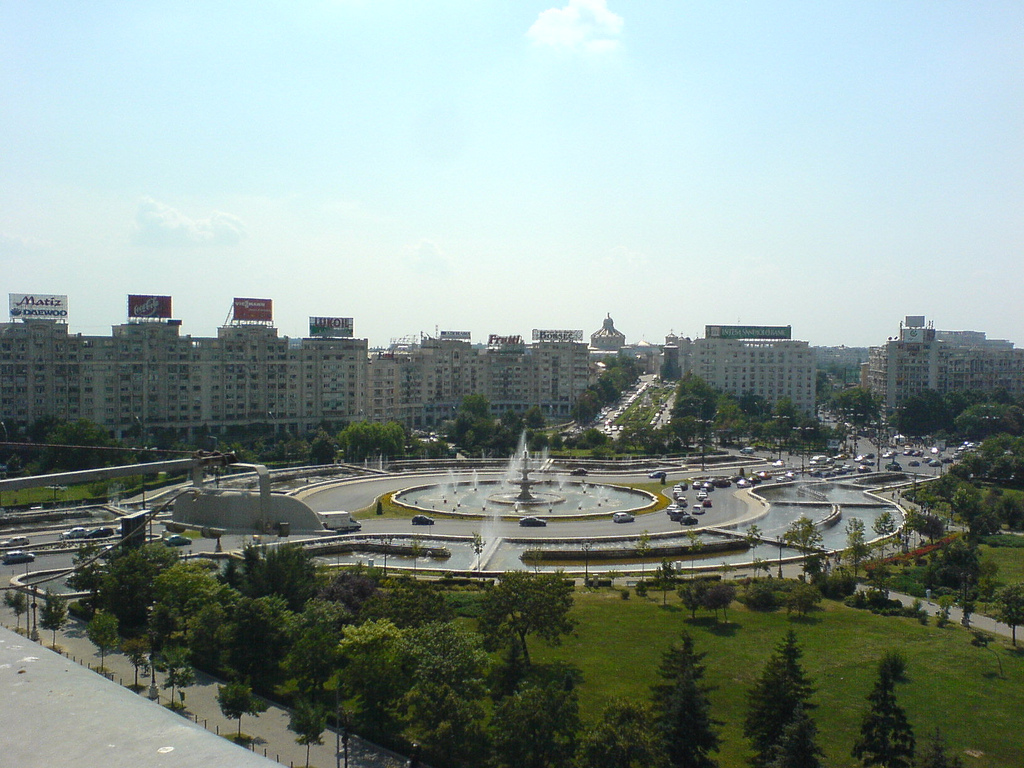
Las fuentes de Plaza de la Unión

Piața Unirii (en castellano: «Plaza de la Unión») es una céntrica plaza de Bucarest, la capital de Rumanía. Se trata de una de las plazas más grandes de la ciudad, en la cual los sectores 1, 2, 3 y 4 forman una intersección. Está dividida por el Bulevardul Unirii, conocido durante la etapa comunista del país como Bulevar de la Victoria del Socialismo, hasta que fue renombrado tras la revolución de 1989.

## Características
La plaza, conocida durante la época comunista como Piața Națiunii («plaza Nacional») es un importante nudo de transporte. Por un lado, en ella se ubica la Estación de Piața Unirii del Metro de Bucarest. Por otro, hay un intercambiador de autobuses de la STB. Además, en el lado este de la plaza está el Unirea Shopping Center, y en el norte el Hanul lui Manuc, dos epicentros de ocio de la ciudad. En el centro hay un pequeño parque. En un principio, se fue a construir una catedral ortodoxa en dicho parque, pero la idea fue desestimada finalmente.
- Datos: Q950735
- Multimedia: Union Square, Bucharest / Q950735